# Équipe d'Espagne féminine de hockey sur gazon
L'équipe d'Espagne de hockey sur gazon féminin est la sélection des meilleures joueuses espagnoles de hockey sur gazon. Elle est gérée par la Real Federación Española de Hockey.

## Palmarès
| Jeux olympiques - 1980 : non disputée - 1984 : non disputée - 1992 : 1er - 1996 : 8e - 2000 : 4e - 2004 : 10e - 2008 : 7e - 2012 : non disputée - 2016 : 8e - 2020 : 7e - 2024 : 7e |  | Coupe du monde - 1972 : non disputée - 1974 : 6e - 1976 : 5e - 1978 : 8e - 1981 : 10e - 1983 : non disputée - 1986 : 11e - 1990 : 8e - 1994 : 8e - 1998 : non disputée - 2002 : 8e - 2006 : 4e - 2010 : 12e - 2014 : non disputée - 2018 : 3e |  | Championnat d'Europe - 1984 : 7e - 1987 : 5e - 1991 : 6e - 1995 : 2e - 1999 : 5e - 2003 : 2e - 2005 : 4e - 2007 : 4e - 2009 : 4e - 2011 : 4e - 2013 : 5e - 2015 : 4e - 2017 : 5e - 2019 : 3e - 2021 : 4e |